# Formazione dei Rainbow

## Formazione

### Attuale
- Ronnie Romero, voce
- Ritchie Blackmore, chitarra
- Jens Johansson, tastiera
- Bob Nouveau, basso
- David Keith, batteria

### Membri precedenti
- Ronnie James Dio, voce
- Micky Lee Soule, tastiera
- Craig Gruber, basso
- Gary Driscoll, batteria
- Tony Carey, tastiera
- Jimmy Bain, basso
- Cozy Powell, batteria
- Mark Clark, basso
- David Stone, tastiera
- Bob Daisley, basso
- Graham Bonnet, voce
- Don Airey, tastiera
- Roger Glover, basso
- Joe Lynn Turner, voce
- Bobby Rondinelli, batteria
- David Rosenthal, tastiera
- Chuck Burgi, batteria
- Doogie White, voce
- Paul Morris - tastiere
- Greg Smith, basso
- John O'Reilly, batteria
- John Miceli, batteria

## Cronologia delle formazioni

### Agosto 1974 - Luglio 1975
- Ritchie Blackmore - Chitarra
- Ronnie James Dio - Voce
- Micky Lee Soule - Tastiere
- Craig Gruber - Basso
- Gary Driscoll - Batteria

### Luglio 1975 - Giugno 1976
- Ritchie Blackmore - Chitarra
- Ronnie James Dio - Voce
- Tony Carey - Tastiere
- Jimmy Bain - Basso
- Cozy Powell - Batteria

### Maggio - Giugno 1976
- Ritchie Blackmore - Chitarra
- Ronnie James Dio - Voce
- Tony Carey - Tastiere
- Mark Clarke - Basso
- Cozy Powell - Batteria

### Luglio 1976 - Gennaio 1978
- Ritchie Blackmore - Chitarra
- Ronnie James Dio - Voce
- David Stone - Tastiere
- Bob Daisley - Basso
- Cozy Powell - Batteria

### Febbraio 1978 - Gennaio 1980
- Ritchie Blackmore - Chitarra
- Graham Bonnet - Voce
- Don Airey - Tastiere
- Roger Glover - Basso
- Cozy Powell - Batteria

### Febbraio 1980 - Maggio 1981
- Ritchie Blackmore - Chitarra
- Joe Lynn Turner - Voce
- Don Airey - Tastiere
- Roger Glover - Basso
- Bobby Rondinelli - Batteria

### Luglio 1981 - Luglio 1982
- Ritchie Blackmore - Chitarra
- Joe Lynn Turner - Voce
- David Rosenthal - Tastiere
- Roger Glover - Basso
- Bobby Rondinelli - Batteria

### Agosto 1982 - Marzo 1983
- Ritchie Blackmore - Chitarra
- Joe Lynn Turner - Voce
- David Rosenthal - Tastiere
- Roger Glover - Basso
- Chuck Burgi - Batteria

### Agosto 1993 - Settembre 1994
- Ritchie Blackmore - Chitarra
- Doogie White - Voce
- Paul Morris - Tastiere
- Greg Smith - Basso
- John O'Reilly - Batteria

### Settembre 1994 - Ottobre 1995
- Ritchie Blackmore - Chitarra
- Doogie White - Voce
- Paul Morris - Tastiere
- Greg Smith - Basso
- Chuck Burgi - Batteria

### Novembre 1995 - Maggio 1996
- Ritchie Blackmore - Chitarra
- Doogie White - Voce
- Paul Morris - Tastiere
- Greg Smith - Basso
- John Miceli - Batteria

### Agosto 2015 - presente
- Ritchie Blackmore - Chitarra
- Ronnie Romero - Voce
- Jens Johansson - Tastiere
- Bob Nouveau - Basso
- David Keith - Batteria